# Lindex Group
Die Lindex Group Oyj (bis 2024 Stockmann Oyj) ist eine finnische Handelskette, die auf das 1862 gegründete Warenhaus Stockmann zurückgeht. Die Abteilungen der Gruppe sind die Stockmann-Warenhäuser und die Modekette Lindex.
Das Stammhaus im Zentrum von Helsinki ist das größte Warenhaus Finnlands und der nordischen Länder mit 50.000 m² Verkaufsfläche. Weitere Warenhaus-Filialen befinden sich im Helsinkier Stadtteil Itäkeskus, in Espoo, Vantaa, Tampere und Turku in Finnland sowie in Tallinn und Riga.

## Geschichte

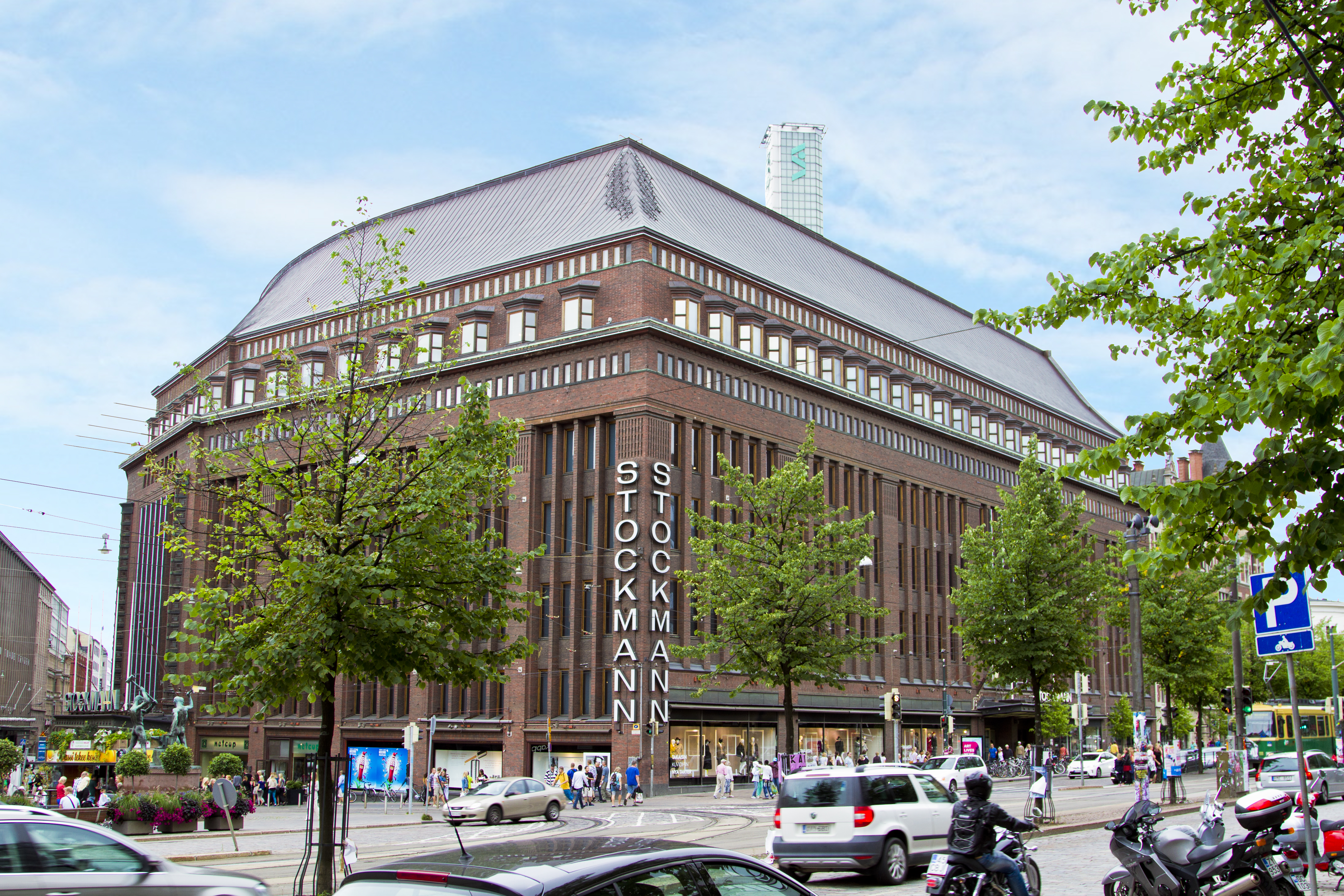
Stammhaus im Zentrum von Helsinki, Sommer 2013

Georg Franz Heinrich Stockmann (1825–1906), stammte aus Ritzerau bei Lübeck. Er kam 1852 nach Finnland und wurde 1859 Geschäftsführer in einem Laden am Senatsplatz in Helsinki. 1862 erwarb er dieses Geschäft und betrieb es seitdem unter eigenem Namen. Die G. F. Stockmann Aktiengesellschaft (Anteilseigner G. F. Stockmann und seine Söhne Karl und Frans) wurde 1902 gegründet.
Das Stammhaus in der Aleksanterinkatu wurde 1930 fertiggestellt und war bereits damals mit Drehtüren, Erfrischungsständen und Rolltreppen ausgestattet. Die nahe gelegene Buchhandlung „Akateeminen kirjakauppa“ wurde im gleichen Jahr erworben und in der Folge in das Kaufhaus verlegt. 1969 zog ihr Sortiment in einen Neubau des Stararchitekten Alvar Aalto um.
1957 wurde die Stockmann-Filiale in Tampere eröffnet. Weitere Häuser folgten in Turku (1982), Moskau (1989, seit 1998 als Warenhaus), Tallinn (1996), Riga (2003) und St. Petersburg (2010). Stockmann hatte außerdem Lindex im Jahr 2007 erworben. 2014 betrieb Stockmann neun Warenhäuser in Finnland und den baltischen Ländern, sowie sieben in Russland.
2015 wurde die Akateeminen kirjakauppa, inzwischen mit einem Umsatz von etwa 40 Millionen Euro die größte Buchhandlung des Landes, an die schwedische Bonnier-Gruppe veräußert.
2016 verkaufte Stockmann seine Aktivitäten in Russland an Reviva Holdings. Stockmann war weiterhin Eigentümer und Betreiber des Nevsky Centres in Sankt Petersburg, bis es im Januar 2019 verkauft wurde.
2017 hat Stockmann den Versandhändler Hobby Hall an die SGN Group verkauft. Im selben Jahr hat das Unternehmen seine Lebensmittelsparte Stockmann Herkku für 27 Mio. Euro an die S-Gruppe verkauft.
Zwischen 2020 und 2022 restrukturierte sich Stockmann, indem es etwa alle Gebäude verkaufte und dann wieder zurück leaste.
Am 21. März 2024 beschloss die Hauptversammlung, den Firmennamen von Stockmann zu Lindex Group zu ändern.

## Stockmann in Russland
In Russland ist die von der finnischen Gesellschaft unabhängige AO Stockmann aktiv, die seit Anfang 2022 vollständig der Sberbank gehört. Sie betreibt dort zwölf Filialen in Moskau, St. Petersburg, Jekaterinburg und Murmansk. Sie hat die Markenrechte für Russland von der finnischen Stockmann-Gruppe gekauft.

## Sonstiges
- Im Herbst 1950 erfolgten die ersten Fernsehausstrahlungen Finnlands in den Schaufenstern.[16]
- Seit 1986 finden jährlich die „verrückten Tage“ („hullut päivät“) mit Schnäppchen und Sonderangeboten statt.[17]